# Korporacja Akademicka Hermesia

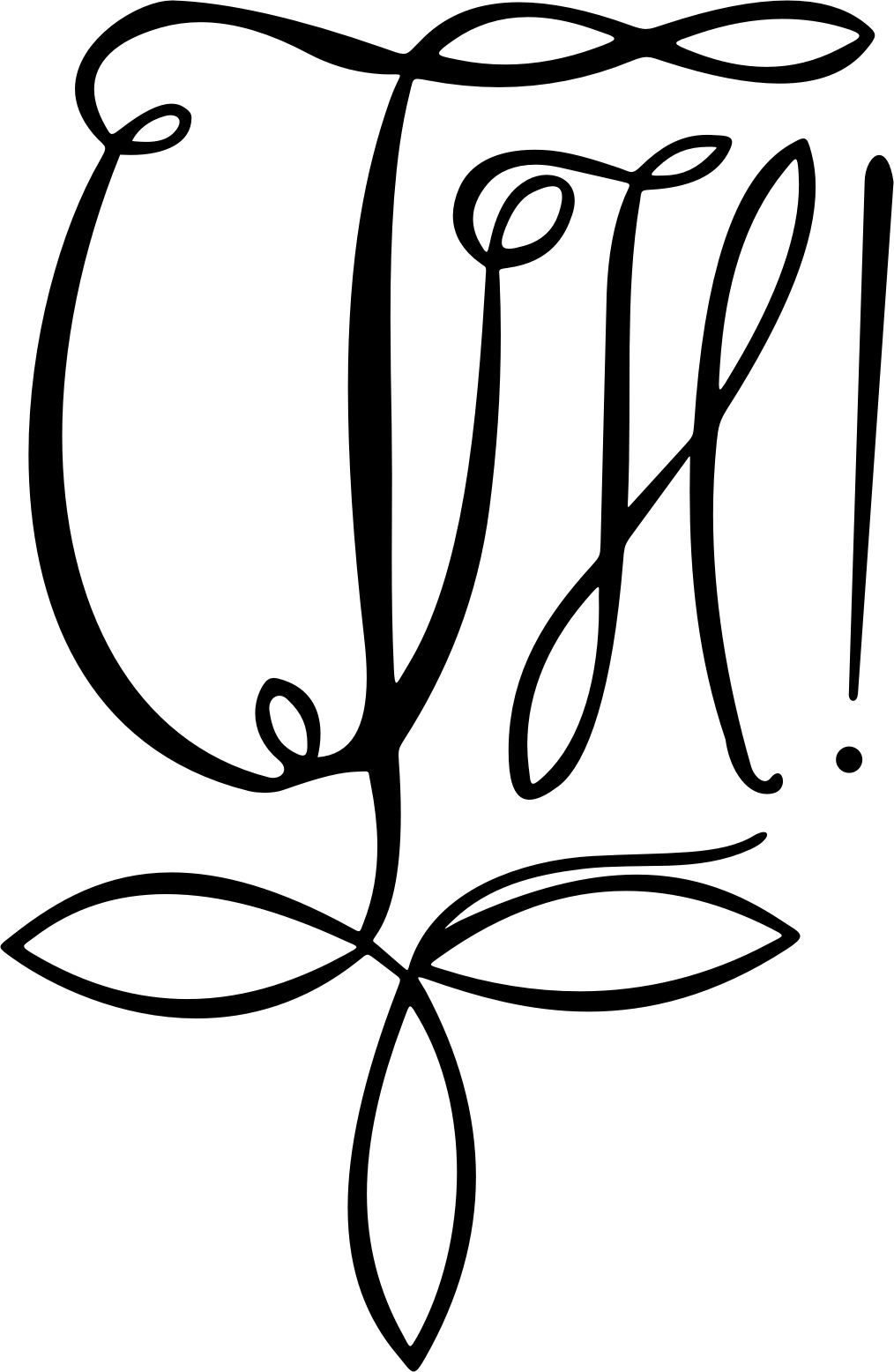
Cyrkiel Hermesii

Korporacja Akademicka Hermesia – polska korporacja akademicka, założona w Poznaniu 20 listopada 1926 roku przez studentów Wyższej Szkoły Handlowej i Uniwersytetu Poznańskiego. Pierwszym Ojcem Korporacji był znany działacz społeczno-gospodarczy Stanisław Pernaczyński, a po jego śmierci - Leon Mikołajczak. Skupiała głównie studentów Wyższej Szkoły Handlowej, przy której działała. W 1928 r. została korporacją-córką K! Chrobria, by przy niej kandydować do ZPK!A, do którego przyjęta została w 1930 r.
- Barwy: niebieska, czerwona, złota
- Dewiza: Viribus unitis do potęgi gospodarczej Polski

W końcu 2007 roku, dzięki zgodzie ostatniego, żyjącego przedwojennego członka Hermesii Stanisława Baranowskiego, Korporacja Hermesia wznowiła działalność przyjmując nowych członków. Pierwszy Komersz odrodzonej Hermesii odbył się 19 kwietnia 2008 roku. W 2009 roku Hermesia zorganizowała IV Komersz polski. W 2010 roku zawarty został trzyletni kartel z Korporacją Akademicką Sarmatia z Warszawy.
Obecnie Hermesia zrzesza studentów i absolwentów Uniwersytetu Ekonomicznego w Poznaniu, Uniwersytetu im. Adama Mickiewicza i uczelni niepublicznych.